# Sokoły (powiat piski)
Sokoły (niem. Falkendorf, do 1935 Sokollen) – osada w Polsce położona w województwie warmińsko-mazurskim, w powiecie piskim, w gminie Biała Piska.
W latach 1975–1998 miejscowość administracyjnie należała do województwa suwalskiego.

## Historia
Sokoły Górskie - dawna wieś, powstała w ramach kolonizacji Wielkiej Puszczy. Wcześniej był to obszar Galindii. Obecnie obszar Gminy Biała Piska.
Wieś ziemiańska, (dobra służebne) w posiadaniu drobnego rycerstwa (tak zwani wolni), z obowiązkiem służby rycerskiej (zbrojnej), założona tuż przy granicy z Mazowszem, na wschód od wsi Cwaliny i Lisaki, na południe od wsi Mikuty, Kowalewo. W XV i XVI wieku w dokumentach zapisywana jako Sokoloffske, Seckeluschken
Przywilej lokacyjny został wystawiony 9 października 1428 r. przez Josta Struppergera komtura bałgijskiego i wójta natangijskiego, za wiedzą i wolą wielkiego mistrza Pawła von Rusdorfa. Dobra Sokoły nad rzeką Wincentą otrzymał Maciej Lisysun. Obejmowały one 30 łanów na prawie chełmińskim, z jedną służbą zbrojną na każde 10 łanów. Wolnizna od służby zbrojnej i płużnego wynosiła 15 lat, ale nie dotyczyła czynszu rekognicyjnego.
W 1557 r. karczma w Sokołach Górskich przejęta została przez Jana Blumsteina, po śmierci żony sędziego ziemskiego Macieja Sokołowskiego. Po śmierci sędziego ziemskiego Macieja Sokołowskiego i śmierci jego żony oraz jego brata Andrzeja, majątek przeszedł w ręce zięciów, to jest Jana Blumsteina i Jana Knebla oraz pozostałych synów Andrzeja. 
W 1561 r. książę Albrecht odnowił przywilej lokacyjny na 30 łanów dla Mikołaja i Rafała Sokołowskich (synów Andrzeja) oraz ich krewnych. Zmieniono jednak prawo chełmińskie na prawo magdeburskie (z odmianą dla obojga płci) z obowiązkiem trzech służb zbrojnych. Potwierdzono także zwolnienie z innych obciążeń. Nadanie z 1561 r. potwierdziło podział Sokołów na dwa majątki po półtorej służby rycerskiej: Sokoły właściwe należały do rodziny Blumsteinów, natomiast Długi Kąt do rodziny Kneblów, zwanych wczesnej Hińcami (w 1541 nazwisko zapisywane jako Hainza, później Heintze, Hintze).